# Ga Tân Bộ Dân Sinh

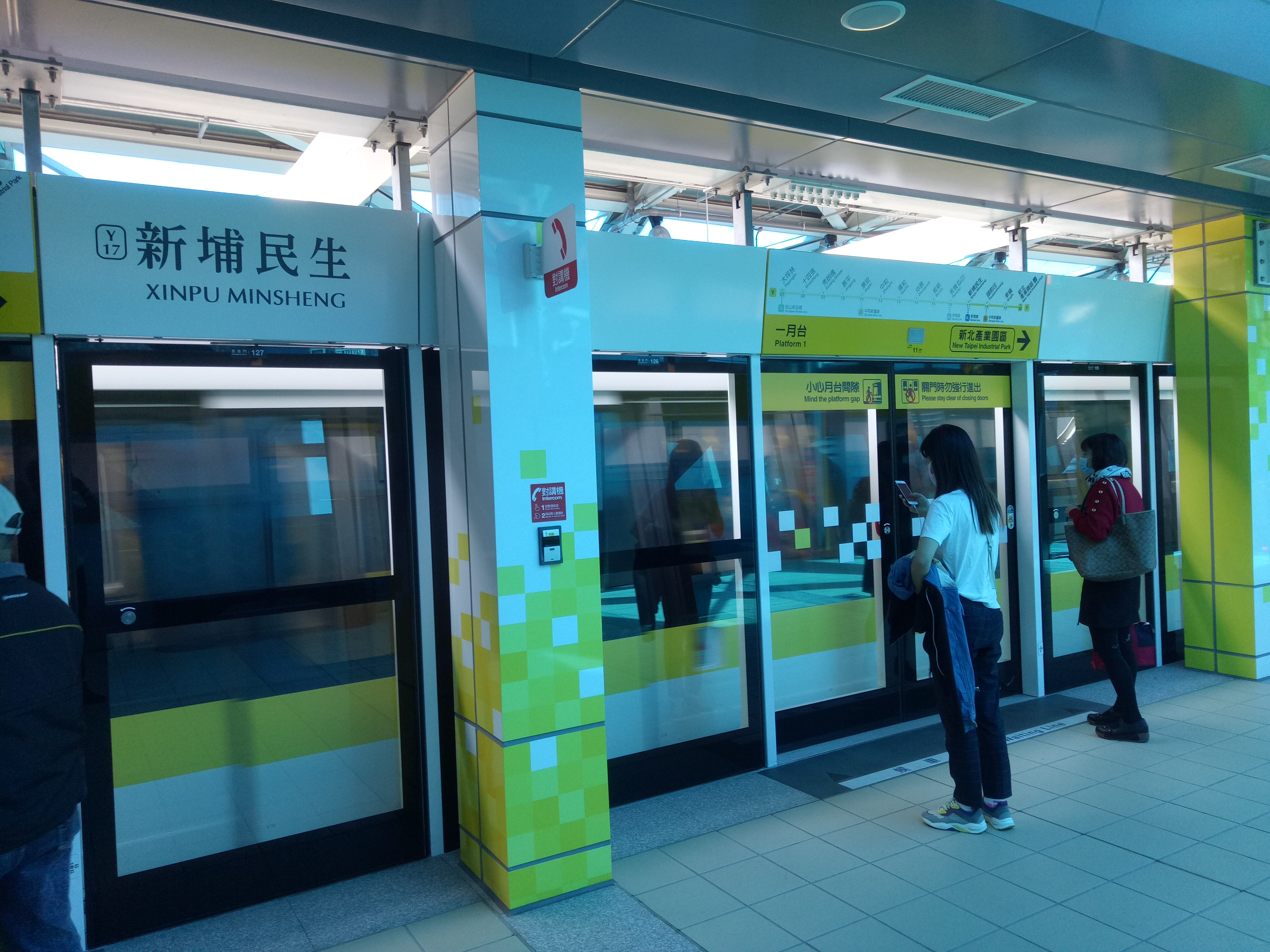
Ke ga 1

Ga Tân Bộ Dân Sinh là ga tàu điện ngầm trên Tuyến vòng thuộc Hệ thống đường sắt đô thị Đài Bắc. Nhà ga mở cửa ngày 31 tháng 1 năm 2020. Nó nằm ở Bản Kiều, Tân Bắc, Đài Loan.
Nó còn là ga chuyển đổi của Tuyến Bản Nam thông qua Ga Tân Bộ. Hai nhà ga cách nhau 250 m.

## Bố trí ga
| 4F                        |                                                                    | |
| Ke ga, cửa sẽ mở bên phải |                                                                    | |
| Ke ga 1                   | ← Tuyến vòng hướng đi Khu công nghiệp Tân Bắc (Y18 Đầu Tiền Trang) | |
| Ke ga 2                   | → Tuyến vòng hướng đi Đại Bình Lâm (Y16 Bản Kiều) →                | |
| Ke ga, cửa sẽ mở bên phải |                                                                    | |
| 3F                        | Phòng chờ                                                          | Hành lang, quầy thông tin, bán máy vé tự động, cổng thu vé 1 chiều, cửa hàng, nhà vệ sinh (trong khu vực bán vé) |
| Đường đi                  | Đường đi                                                           | Lối ra/vào |

## Lối thoát
- Lối thoát đơn: Số 3, đường Dân Sinh (民生路)

## Xung quanh ga
- Bưu điện Bản Kiều
- Cầu Đại Hán (大漢橋)